# Tepatlán Chico
Tepatlán Chico är en ort i Mexiko.   Den ligger i kommunen Tantoyuca och delstaten Veracruz, i den sydöstra delen av landet, 230 km norr om huvudstaden Mexico City. Tepatlán Chico ligger 106 meter över havet och antalet invånare är 147.
Terrängen runt Tepatlán Chico är platt österut, men västerut är den kuperad. Runt Tepatlán Chico är det ganska tätbefolkat, med 72 invånare per kvadratkilometer. Närmaste större samhälle är Tantoyuca, 5,4 km nordost om Tepatlán Chico. Trakten runt Tepatlán Chico består till största delen av jordbruksmark.